# Глазкова, Анна Леонидовна
Анна Леонидовна Глазкова (родилась 29 июля 1981 года в Солигорске) — белорусская гимнастка, серебряный призёр Олимпийских игр 2000 года по художественной гимнастике в групповом многоборье; чемпионка мира 1998 года в групповом многоборье. Заслуженный мастер спорта Республики Беларусь (1998).

## Биография
Окончила детско-юношескую школу Олимпийского резерва №1 г. Солигорска. Тренировалась у Аллы Валентиновны Димчоголо, Заслуженного тренера РБ. Выступала в 1995 году на чемпионате Европы среди юниоров, где в команде с Юлией Раскиной и Валерией Ваткиной завоевала серебро. Выступала и в сборной Беларуси на взрослых чемпионатах мира и Европы: в 1998 году на чемпионате мира в Севилье в составе сборной Анна завоевала одну золотую и две серебряные медали (за что удостоена звания Заслуженного мастера спорта РБ), в 1999 году — серебряную и бронзовую медали на чемпионате мира в Осаке, а также две бронзовые медали в групповом многоборье и группе с 5 булавами на чемпионате Европы в Будапеште. В 2000 году на Олимпийских играх в Сиднее Анна стала серебряным призёром в групповых выступлениях. Неоднократно становилась победительницей и призёров различных иных международных соревнований.
На протяжении 13 лет Анна занималась художественной гимнастикой, после окончания карьеры окончила факультет международных отношений Белорусского государственного университета. Получила второе образование в Государственном университете управления г. Москвы по специальности «Менеджмент в игровых видах спорта. С этого момента работает в спортивном менеджменте: имеет опыт работы в волейбольном клубе «Металлург-БеЛа», Белорусской федерации борьбы (специалист по маркетингу и рекламе) и минском футбольном клубе «Динамо». Вела передачу «Планета развлечений» на телеканале СТВ. Работает в агентстве недвижимости.
Муж — Олег Василенко — футбольный тренер. Ранее встречалась с футболистом Юрием Жевновым.